# Autobahn Huai’an–Xuzhou
Die Autobahn Huai’an–Xuzhou oder Huaixu-Autobahn (chinesisch 淮徐高速公路, Pinyin Huáixú gāosù gōnglù, englisch Huaixu Expressway), chin. Abk. G2513, ist eine regionale Autobahn in der Provinz Jiangsu im Osten Chinas. Die 164 km lange Autobahn beginnt an der Autobahn G2 bei Huai’an und führt in westlicher Richtung über Suqian nach Xuzhou, wo sie die Autobahn G30 kreuzt und schließlich in die Autobahn G3 mündet.